# Пусайлайленг

Пусайлайленг (в'єт. núi Pù Xai Lai Leng, з тайської — «дуже суха піщана гора») — гора в північних Аннамітах. Гора має висоту 2720 метрів і розташована на кордоні між В'єтнамом (провінція Нгеан) і Лаосом (провінція Сіангкхуанг). Це одна з найвидатніших вершин у ПСА (тобто її відносна висота більше 1500 метрів) , а також найвища вершина північних Аннамітів. Гора складена гранітами і покрита тропічними та субтропічними вологими лісами.